# Сетокет-Іст-Сетокет (Нью-Йорк)
Сетокет-Іст-Сетокет (англ. Setauket-East Setauket) — переписна місцевість (CDP) в США, в окрузі Саффолк штату Нью-Йорк. Населення — 3986 осіб (2020).

## Географія
Сетокет-Іст-Сетокет розташований за координатами 40°55′44″ пн. ш. 73°6′11″ зх. д. / 40.92889° пн. ш. 73.10306° зх. д. (40.928956, -73.102970).  За даними Бюро перепису населення США в 2010 році переписна місцевість мала площу 24,15 км², з яких 22,07 км² — суходіл та 2,09 км² — водойми.

## Демографія
Згідно з переписом 2010 року, у переписній місцевості мешкало 15 477 осіб у 5391 домогосподарстві у складі 4255 родин. Густота населення становила 641 особа/км².  Було 5589 помешкань (231/км²).
Расовий склад населення:
| - 89,1 % — білих - 7,4 % — азіатів - 1,2 % — чорних або афроамериканців - 0,1 % — корінних американців |

До двох чи більше рас належало 1,6 %. Частка іспаномовних становила 5,2 % від усіх жителів.
За віковим діапазоном населення розподілялося таким чином: 25,7 % — особи молодші 18 років, 61,0 % — особи у віці 18—64 років, 13,3 % — особи у віці 65 років та старші. Медіана віку мешканця становила 42,6 року. На 100 осіб жіночої статі у переписній місцевості припадало 94,7 чоловіків;  на 100 жінок у віці від 18 років та старших — 93,4 чоловіків також старших 18 років.
Середній дохід на одне домашнє господарство  становив 151 435 доларів США (медіана — 125 370), а середній дохід на одну сім'ю — 173 475 доларів (медіана — 146 818). Медіана доходів становила 96 813 долари для чоловіків та 65 863 долари для жінок. За межею бідності перебувало 2,5 % осіб, у тому числі 1,9 % дітей у віці до 18 років та 2,7 % осіб у віці 65 років та старших.
Цивільне працевлаштоване населення становило 7414 осіб. Основні галузі зайнятості: освіта, охорона здоров'я та соціальна допомога — 37,8 %, науковці, спеціалісти, менеджери — 12,4 %, роздрібна торгівля — 9,8 %, фінанси, страхування та нерухомість — 8,1 %.